# Géraldine Asselin
Géraldine Asselin est une actrice et directrice artistique française.
Très active dans le doublage, elle est la voix française régulière de Halle Berry, Nia Long et Michelle Rodriguez, ainsi qu'une des voix de Zoe Saldaña, Rosario Dawson, Sonequa Martin-Green et Jada Pinkett Smith.

## Biographie
Géraldine Asselin s'installe en Métropole dès l'âge de 16 ans afin de poursuivre ses études. Passionnée de comédie, elle suit des cours de théâtre à Paris. Elle joue notamment des pièces de théâtre comme Il ne faut jurer de rien d'Alfred Musset, L'Entourloupe de A. Reynaud Fourton aux côtés de Jean Lefebvre, Les Chiens nous dresseront de Godefroy Segal et Le Mariage de Barillon de Feydeau.
Après un stage de doublage, elle enchaîne les pubs, les documentaires, les séries télévisées et les films. C'est grâce à la trilogie X-Men (2000-2006) qu'elle devient la voix régulière de Halle Berry.

### Vie privée
Mariée au comédien Boris Rehlinger, ils ont ensemble un fils, Kylian Trouillard, lui aussi comédien.

## Théâtre
- Betty de Carlos Bassano - mise en scène de Frédéric Oudart, assisté de Grégory Custo. Théâtre du Gymnase Marie Bell
- La chartreuse de Parme de Stendhal - mise en scène de Godefroy Ségal. Les hauts plateaux à Avignon
- Plus que le tumulte des eaux profondes mise en scène de Godefroy Ségal. Théâtre du Fil de L'eau à Pantin
- Les Onze Mille Verges de Guillaume Apollinaire - adaptation et mise en scène de Godefroy Ségal. Maison de la Poésie
- Les chiens nous dresseront de Godefroy Ségal - mise en scène de Godefroy Ségal. Espace Jean Legendre à Compiègne
- Quatrevingt-treize de Victor Hugo, adaptation et mise en scène de Godefroy Ségal, narratrice et rôle de Marat
- Mlle de Scudéry d'E.T.A Hoffmann, adaptation et mise en scène de Godefroy Ségal, dans le rôle de Mlle de Scudéry
- Le Mariage de Barillon de Feydeau et mise en scène de Godefroy Segal, dans le rôle d'Ursule. Scène Watteau
- Les Chiens nous dresseront de Godefroy Segal et mise en scène par l'auteur, dans les rôles de la vie et de la reine Blanche de Navarre. Théâtre de la Tempête
- Le Chant d'amour et de Mort du Cornette C. Rilke de R.M Rilke et mise en scène de Godefroy Segal, dans les rôles de la femme attachée et des femmes du château. C.D.N du Campagnol
- Brouette mise en scène de Philippe Adrien (Montage de texte sur l'Allemagne et l'Autriche pendant la guerre). Théâtre de la Tempête
- Tchernobyl, ... mise en scène d'Hervé Dubourjal (Montage de texte écrit par une journaliste russe sur Tchernobyl). Théâtre de la Tempête
- C'est du belge de Pierre Saintons et mise en scène de Roger Mirmont, dans le rôle de la jeune femme métisse. Théâtre de la Tempête
- L'entourloupe d'A. Reynaud Fourton et mise en scène par l'auteur, dans le rôle de l'espionne. Tournée P. Legros
- Mme Huguette et les français souche de souche de J. Amede Laou et mise en scène par l'auteur, dans le rôle de la femme antillaise. Théâtre de la Tempête
- Thérèse ou l'histoire d'une âme adaptation de Catherine Brieux et mise en scène par l'auteur, dans le rôle d'une des sœurs du couvent. Théâtre des Cinq Diamants
- Il ne faut jurer de rien de Musset et mise en scène de Catherine Brieux, dans le rôle de la dame de compagnie. Théâtre des Cinq Diamants
- La Double Inconstance de Marivaux et mise en scène d'Elvire Pichard, dans le rôle de Silvia. Espace Reuilly

## Filmographie

### Cinéma

#### Longs métrages
- 1998 : Sucre amer de Christian Lara : la métisse
- 2016 : Arès de Jean-Patrick Benes : voix de la publicité

#### Courts métrages
- 2002 : Le p'tit pardon de Sophie Riffont : une membre du girl's gang
- 2004 : Une vie en l'air d'Emmanuel Malka : Mirande

### Télévision
- 2014 : Une histoire, une urgence, épisode Secret de famille de Luc Chalifour : ?
- 2015 : Petits secrets entre voisins, épisode Secrets sur le divan de Nicolas Filali : Anne
- 2016 : Plus belle la vie, saison 13, épisodes 31 et 37 : Marilou Le Tellec
- 2019 : Mamann!, mini-série
- 2019 : L'Art du crime, épisode La malédiction d'Osiris d'Elsa Bennett et Hippolyte Dard : le médecin du SAMU
- 2024 : ManmZel New York de Mariette Monpierre et Sébastien Tavel : Régina[3]

## Doublage

### Cinéma

#### Films
- Halle Berry dans (11 films) :
  - X-Men (2000) : Ororo Munroe / Tornade
  - X-Men 2 (2003) : Ororo Munroe / Tornade
  - X-Men : L'Affrontement final (2006) : Ororo Munroe / Tornade
  - Dangereuse Séduction (2007) : Rowena Price
  - Frankie et Alice (2010) : Frankie / Alice
  - Dark Tide (2012) : Kate Mathieson
  - The Call (2013) : Jordan Turner
  - X-Men: Days of Future Past (2014) : Ororo Munroe / Tornade
  - Kidnap (2017) : Karla McCoy
  - Kings (2017) : Millie
  - Meurtrie (2021) : Jackie « Justice » Lyons

- Michelle Rodriguez dans (9 films) :
  - SWAT : Unité d'élite (2003) : Chris Sanchez
  - BloodRayne (2005) : Katarin
  - The Breed (2006) : Nicki
  - Avatar (2009) : Trudy Chacon
  - Machete (2010) : Luz
  - Machete Kills (2013) : Shé
  - Revenger (2016) : Frank Kitchen / Tomboy
  - Les Veuves (2018) : Linda Perelli
  - Alita: Battle Angel (2019) : Gelda

- Nia Long dans (7 films) :
  - Big Mamma (2000) : Sherry Pierce
  - On arrive quand ? (2005) : Suzanne Kingston
  - Big Mamma 2 (2006) : Sherry Pierce
  - Prémonitions (2007) : Annie
  - On arrête quand ? (2007) : Suzanne Persons
  - The Banker (2020) : Eunice Garrett
  - Life in a Year (2020) : Catherine

- Zoe Saldaña dans (7 films) :
  - Rap Game (en) (2001) : Cheryl
  - Crossroads (2002) : Kit
  - Beat Battle (2002) : Laila
  - Black/White (2005) : Theresa Jones
  - Angles d'attaque (2008) : Angie Jones
  - Des vampires dans le Bronx (2020) : Becky (caméo)
  - Adam à travers le temps (2022) : Laura

- Meagan Good dans (4 films) :
  - Biker Boyz (2003) : Tina
  - Jumping the Broom (2011) : Blythe
  - Légendes vivantes (2013) : Linda Jackson
  - Pour solde de tout compte (en) (2024) : Ava

- Rosario Dawson dans (4 films) :
  - L'Œil du mal (2008) : Zoe Perez
  - Gimme Shelter (2013) : Chelsea Brown
  - Top Five (2014) : June Bailey
  - Le Manoir hanté (2023) : Gabbie

- Danai Gurira dans (4 films) :
  - Black Panther (2018) : Okoye
  - Avengers: Infinity War (2018) : Okoye
  - Avengers: Endgame (2019) : Okoye
  - Black Panther: Wakanda Forever (2022) : Okoye

- Nona Gaye dans :
  - Matrix Reloaded (2003) : Zee
  - Matrix Revolutions (2003) : Zee
  - xXx² : The Next Level (2005) : Lola Jackson

- Tyra Banks dans :
  - Coyote Girls (2000) : Zoe
  - Halloween: Resurrection (2002) : Nora

- Tamala Jones dans :
  - Président par accident (2003) : Lisa Clark
  - École paternelle 2 (2007) : Kim Hinton

- Salli Richardson-Whitfield dans :
  - Anacondas : À la poursuite de l'orchidée de sang (2004) : Gail Stern
  - Je suis une légende (2007) : Zoe Neville

- Jada Pinkett Smith dans :
  - Collatéral (2004) : Annie
  - Magic Mike XXL (2015) : Rome

- Gabrielle Union dans :
  - Appelez-moi Dave (2008) : no 3 – officier de la culture
  - Treize à la douzaine (2022) : Zoey Baker

- Christine Adams dans :
  - Profile (2018) : Vick
  - Moonshot (en) (2022) : Jan

- Marsha Stephanie Blake (en) dans :
  - The Laundromat : L'Affaire des Panama Papers (2019) : Vincelle Boncamper
  - I'm Your Woman (2020) : Teri

- Regina Hall dans :
  - Master (2022) : Gail Bishop
  - O'Dessa (2025) : Neon Dion
- 2002 : Antwone Fisher : Cheryl Smolley (Joy Bryant)
- 2002 : 28 Jours plus tard : Selena (Naomie Harris)
- 2003 : The Fighting Temptations : Rosa Lopez (Lourdes Benedicto)
- 2004 : Soul Plane : Blanca (Sofía Vergara)
- 2004 : FBI : Fausses blondes infiltrées : Shaunice (Drew Sidora)
- 2005 : Serenity : Zoe Washburne (Gina Torres)
- 2005 : Back in the Day : Alicia (Tatyana Ali)
- 2005 : La Légende de Zorro : Blanca Cortez (Giovanna Zacarías)
- 2006 : Mission impossible 3 : Ellie (Rose Rollins)
- 2006 : Contrat à haut risque (it) : Lara (Alison King)
- 2008 : Sex and the City, le film : Louise (Jennifer Hudson)
- 2009 : Hannah Montana, le film : elle-même (Tyra Banks)
- 2009 : Erreur fatale : Sharlene (Lela Rochon)
- 2010 : Tucker et Dale fightent le mal : Naomi (Christie Laing)
- 2010 : From Paris with Love : Nichole (Amber Rose Revah)
- 2012 : Twilight, chapitre V : Révélation, 2e partie : Senna (Tracey Heggins)
- 2015 : The Invitation : Kira (Emayatzy Corinealdi)
- 2016 : The Do-Over : Heather (Paula Patton)
- 2016 : Zoolander 2 : Natalka (Jourdan Dunn)
- 2017 : Alien: Covenant : Karine Oram (Carmen Ejogo)
- 2017 : Mudbound : Florence Jackson (Mary J. Blige)
- 2017 : Bienvenue à Suburbicon : Mrs. Mayers (Karimah Westbrook (en))
- 2018 : Jean-Christophe et Winnie : Katherine Dane (Ronkẹ Adékoluẹjo (en))
- 2019 : Marriage Story : Carol (Sarah Jones)
- 2020 : La Voie de la justice : Evelyne Stevenson [Qui ?]
- 2020 : Rencontre fatale : l'inspectrice Larson (Lyn Alicia Henderson)
- 2020 : Nocturne : Gordon (JoNell Kennedy (en))
- 2020 : Superintelligence : la directrice Tyson (Rachel Ticotin)
- 2021 : Space Jam : Nouvelle Ère : Shanice James (Xosha Roquemore)
- 2021 : Cendrillon : la reine Tatiana (Beverley Knight)
- 2021 : Respect : Clara Ward (Heather Headley)
- 2021 : Un after mortel : Sofia (Gloria Garcia)
- 2021 : Clair-obscur : ? (?)
- 2021 : La Méthode Williams : Oracene Price (Aunjanue Ellis)
- 2021 : Un château pour Noël : Maisie (Andi Osho)
- 2022 : Madea : Retour en fanfare : Laura (Gabrielle Dennis (en))
- 2022 : A Jazzman's Blues : Ethel (Lana Young)
- 2022 : The Binge 2 : Joyeuses fêtes : la tante Fern (Rekha Sharma)
- 2022 : Le Journal de Noël : Noel Hayden (Essence Atkins)
- 2023 : House Party (en) : tante Jean (Renata Walsh)
- 2023 : Fiction à l'américaine : Lisa Ellison (Tracee Ellis Ross)
- 2025 : Almost Cops (nl) : Daphne de Koning (Romana Vrede)

#### Films d'animation
- 2008 : Madagascar 2 : la mère d'Alex
- 2012 : Resident Evil: Damnation : Svetlana Belikova
- 2015 : Turbulences : l'oiseau
- 2016 : Kingsglaive: Final Fantasy XV : Crowe Altius
- 2023 : Sirocco et le Royaume des courants d'air : Agnès (création de voix)
- 2025 : The Witcher : Les Sirènes des abysses : la reine Dahut

### Télévision

#### Téléfilms
- Nicole de Boer dans :
  - Le Prix du passé (2011) : Hannah
  - Face à la tornade (2011) : Rebecca
  - La Vérité sur mon passé (2012) : Lauren Colson
  - Le Défi de Kate (2016) : Kate MacIntyre
- Catherine Lough Haggquist dans :
  - À la recherche de l'esprit de Noël (2016) : Lauren Foster
  - Le Courrier de Noël (2018) : Naomi
  - Le Voile magique de la mariée (2022) : Sonya
- Caitlin Stryker dans :
  - Mystery 101: An Education in Murder (2020) : Linda McKinnon
  - Le Camp des cœurs brisés (2021) : Chloe
  - La Légende du prince de Noël (2022) : Nicole
- Ellen Ewusie dans :
  - Le Mariage de ma meilleure amie (2017) : Maddy Witt
  - Petits meurtres et confidences : Un meurtre à l'école (en) (2018) : Janine Harwick
- 1997 : La Légende de Cendrillon : Cendrillon (Brandy Norwood)
- 2002 : 10,000 Black Men Named George (en) : Lucille Randolph (Carla Brothers)
- 2006 : Le Trésor de Barbe-Noire : Lulu (Wendy Mae Brown)
- 2010 : 20 ans d'injustice : Michelle Willis (Lisa Arrindell (en))
- 2011 : Mon fils a disparu : Tiffany Rubin (Taraji P. Henson)
- 2013 : Si Noël m'était conté : Cordelia (Melanie Brown)
- 2013 : Veux-tu toujours m'épouser ? : Anna (Christie Laing)
- 2016 : Jamais sans mon fils : Murel (Tara Buck)
- 2016 : Un Noël mémorable : Brooke (Ona Grauer)
- 2016 : Noël avec une star : Rosalie Evans (Brandhyze Stanley)
- 2017 : Une promesse au nom de notre amitié (en) : Hilary Whitney (Nia Long)
- 2018 : Coup de foudre sous les tropiques : Karen (Simone Annan)
- 2018 : Un nid d'amour pour Noël : Sylvia (Catherine Burdon)
- 2018 : The Wrong Friend (en) : la principale Atkins (Vivica A. Fox)
- 2018 : La Double Vie de mon mari : Melinda Wells (Tiffany Hines)
- 2019 : Saveurs d'été : Christina Weaver (Alison Araya)
- 2019 : Étudiante le jour, escort la nuit : Pr Savoy (Tatyana Ali)
- 2019 : Les Femmes secrètes : Desiree Holt (Lisa Berry (en))
- 2020 : Noël au château : Pam (Brenda Crichlow)
- 2021 : Serment mortel sur le campus : Dr Leeman (Angel Henson Smith)
- 2021 : Diamants, orgueil et trahison : le lieutenant Brown (Nicole Danielle Watts)
- 2021 : Maman disparue : L'Histoire vraie de Jennifer Dulos : l'officier Perez (Ashley Patria Green)
- 2021 : Le Dernier Roman de Mary : Lila DeMarco (Samora Smallwood (en))
- 2023 : Ivre au volant à 17 ans : Martha Wright (Michael Michele)
- 2023 : Meurtre au bout du fil : Ellen (JaNae Armogan)

#### Séries télévisées
- Tawny Cypress dans (10 séries) :
  - Heroes (2006-2007) : Simone Deveaux (14 épisodes)
  - K-Ville (2007) : Ginger LeBeau (11 épisodes)
  - New York, unité spéciale (2008) : Shauna (saison 9, épisode 15)
  - American Wives (2008) : Brenda (saison 2, épisodes 9 et 10)
  - The Good Wife (2012) : Melinda (saison 2, épisode 4)
  - Blue Bloods (2012) : Patrice (saison 3, épisode 7)
  - Elementary (2013) : l'agent secret (saison 1, épisode 13)
  - House of Cards (2013) : Carly Heath (5 épisodes)
  - Bull (2018) : Brooke Ford (saison 3, épisode 3)
  - FBI (2018) : Jillian Starls (saison 1, épisode 10)
- Amy Price-Francis dans (5 séries) :
  - 24 Heures chrono (2009) : Cara Bowden (saison 7)
  - Life Unexpected (2010) : Kelly Campbell (saison 2)
  - Mentalist (2010) : Alicia Seberg (saison 2, épisode 16)
  - Esprits criminels (2011) : Andi Swan (saison 6, épisode 24)
  - NCIS : Nouvelle-Orléans (2016) : Kayla Anderson (saison 2, épisode 17)
- Sibongile Mlambo dans (5 séries) :
  - Black Sails (2014-2017) : Eme (10 épisodes)
  - MacGyver (2018) : Nasha (saison 3, épisodes 1, 5 et 6)
  - Perdus dans l'espace (2018-2019) : Angela (11 épisodes)
  - Siren (2018-2020) : Donna (12 épisodes)
  - Florida Man (2023) : Clara (mini-série)
- Gina Torres dans :
  - Firefly (2002-2003) : Zoë Washburne (14 épisodes)
  - Pushing Daisies (2009) : Lila Robinson (saison 2, épisode 12)
  - Castle (2013) : Penelope Foster (saison 5, épisode 14)
- Rekha Sharma dans :
  - Smallville (2002-2006) : Dr Harden (7 épisodes)
  - Les 100 (2014-2015) : Dr Lorelei Tsing (9 épisodes)
  - Star Trek: Discovery (2017-2020) : le commandeur Ellen Landry (5 épisodes)
- Christina Chang dans :
  - Private Practice (2010) : Dr Vanessa Hoyt (saison 3, épisodes 16 à 19)
  - Desperate Housewives (2012) : Emily Stone (saison 8)
  - Rizzoli and Isles (2015-2016) : Kiki (9 épisodes)
- Cynthia Addai-Robinson dans :
  - Arrow (2013-2016) : Amanda Waller (17 épisodes)
  - Chicago Med (2016-2019) : Dr Vicki Glass (10 épisodes)
  - Stumptown (2020) : Violet (épisode 13)
- Kelly Jenrette (en) dans :
  - Grandfathered (2015-2016) : Annelise (22 épisodes)
  - Graves (2017) : Jo Crawford (saison 2, épisodes 5 et 6)
  - Here and Now (2018) : Jamila Williams (épisodes 5 et 7)
- Toks Olagundoye dans :
  - Veep (2019) : Kemi Talbot (saison 7)
  - Big Shot (2021) : Terri Grint (saison 1)
  - Liaison fatale (2023) : Conchita Lewis (mini-série)
- Catherine Lough Haggquist dans :
  - Motherland: Fort Salem (2020-2022) : Petra Bellweather (20 épisodes)
  - Nancy Drew (2023) : Brie Fortfield (saison 4, épisodes 3 et 4)
  - Ma vie avec les Walter Boys (2023) : Jean Young (saison 1, épisode 10)
- Eisa Davis (en) dans :
  - Mare of Easttown (2021) : Gayle Graham (mini-série)
  - Kindred (2022) : Denise (mini-série)
  - Ahsoka (2023) : capitaine Girard (mini-série)
- Garcelle Beauvais dans :
  - Les Experts : Miami (2006) : Katrina Iverson (saison 5, épisode 3)
  - Merry Happy Whatever (2019) : Nancy (6 épisodes)
- Rose Rollins dans :
  - The L Word (2007-2009) : Tasha Williams (28 épisodes)
  - The Catch (2016-2017) : Valerie Anderson (20 épisodes)
- Ona Grauer dans :
  - The Bridge (2010) : Abby St. James (12 épisodes)
  - V (2011) : Kerry Eltoff (saison 2)
- Rowena King dans :
  - Numb3rs (2010) : Elizabeth Hopkins (saison 6, épisode 14)
  - The Old Man (2022) : Nina Kruger (saison 1)
- Essence Atkins dans :
  - Ma femme, ses enfants et moi (2010-2012) : Suzanne Kingston-Persons (74 épisodes)
  - Marlon (2017-2018) : Ashley Wayne (20 épisodes)
- Lisa Berry (en) dans :
  - XIII, la série (2012) : Grier (saison 2)
  - Hudson et Rex (2019) : Dr Helen Dubois (saison 2, épisode 8)
- Samira Wiley dans :
  - Unforgettable (2012) : Gina (saison 1, épisodes 1 et 2)
  - You're the Worst (2016-2019) : Justina Jordan (6 épisodes)
- Sonequa Martin-Green dans :
  - The Walking Dead (2012-2018) : Sasha Williams (70 épisodes)
  - New Girl (2016) : Rhonda (saison 5, épisode 15)
- Margot Bingham dans :
  - Boardwalk Empire (2013-2014) : Daughter Maitland (11 épisodes)
  - New Amsterdam (2018-2021) : Evie Garrison (19 épisodes)
- Shannon Kane (en) dans :
  - The Originals (2013-2014) : Sabine Laurent / Celeste DuBois (11 épisodes)
  - Reasonable Doubt (2022) : Shanelle Tucker
- Vanessa Ferlito dans :
  - Graceland (2013-2015) : l'agent Catherine « Charlie » DeMarco (38 épisodes)
  - NCIS : Nouvelle-Orléans (2016-2021) : Tammy Gregorio (108 épisodes)
- Lyndie Greenwood dans :
  - Sleepy Hollow (2013-2017) : Jenny Mills (57 épisodes)
  - S.W.A.T. (2018-2021) : Erika (7 épisodes)
- April Parker Jones (en) dans :
  - The Fosters (2013-2017[4]) : la capitaine Roberts (8 épisodes)
  - Bel-Air (depuis 2022) : Viola « Vy » Smith
- Ilfenesh Hadera dans :
  - Show Me a Hero (2015) : Carmen « Alma » Febles (mini-série)
  - Chicago Fire (2015) : Serena (saison 4)
- Gabrielle Dennis (en) dans :
  - Rosewood (2015-2017) : Pippy Rosewood (44 épisodes)
  - A Black Lady Sketch Show (2019-2023) : personnages divers (22 épisodes)
- Alison Araya dans :
  - Riverdale (2017-2022) : Mme Weiss (12 épisodes)
  - Julie and the Phantoms (2020) : tante Victoria (4 épisodes)
- Sanaa Lathan dans :
  - The Affair (2018-2019) : Janelle Wilson (14 épisodes)
  - The Twilight Zone : La Quatrième Dimension (2019) : Nina Harrison (saison 1, épisode 3)
- Raven Dauda dans :
  - Falling Water (2018) : la maire Elizabeth Harding (saison 2)
  - Les Enquêtes de Murdoch (2018-2020) : Sarah Johnston (saison 12, épisode 9 et saison 13, épisode 14)
- Kim Hawthorne (en) dans :
  - Murder (2018) : le lieutenant Nicholls (saison 4, épisodes 9 et 14)
  - Good Doctor (2020) : Noreen Frank (saison 3, épisode 19)
- Tamara Tunie dans :
  - Dietland (en) (2018) : Julia Smith (10 épisodes)
  - Cowboy Bebop (2021) : Ana (6 épisodes)
- Nina Sosanya dans :
  - Killing Eve (2019) : Jess (saison 2)
  - His Dark Materials : À la croisée des mondes (2019-2022) : Elaine Parry (6 épisodes)
- Andrene Ward-Hammond dans :
  - Lovecraft Country (2020) : Martine (épisode 3)
  - 61st Street (en) (2022-2023) : Norma Johnson (16 épisodes)
- Dominique Jackson dans :
  - American Gods (2021) : Mme World (saison 3)
  - American Horror Stories (2022) : Bloody Mary (saison 2, épisode 5)
- Amanda Brugel dans :
  - Pretty Hard Cases (en) (2021-2023) : l'inspectrice Karina Duff (8 épisodes)
  - Dark Matter (2024) : Blair Caplan

- 1976-1979[n 1] : Le Muppet Show : Rita Moreno (Rita Moreno) (saison 1, épisode 5), Cleo Laine (Cleo Laine) (saison 2, épisode 16) et Leslie Uggams (Leslie Uggams) (saison 3, épisode 18)
- 2003 : Les Experts : Miami : Janet Medrano (Aisha Tyler) (saison 1, épisode 24)
- 2003-2015 : America's Next Top Model : Tyra Banks (290 épisodes)
- 2004 : North Shore : Hôtel du Pacifique : Penny (Juliet Lighter) (4 épisodes)
- 2005 : Jonny Zéro : Gloria (Aunjanue Ellis) (6 épisodes)
- 2005-2010 : Lost : Les Disparus : Ana Lucia Cortez (Michelle Rodríguez) (26 épisodes)
- 2006 : Thief : Sheronda Jones (Lanei Chapman) (mini-série)
- 2006 : Beautiful People : Maddy Kinkaid (Kimberly Huie (en))
- 2007 : Scotland Yard, crimes sur la Tamise : Janet Jenkins (saison 10, épisodes 9 et 10)
- 2009 : Les Experts : Manhattan : Kara Garland (Nichole Galicia) (saison 5, épisode 12)
- 2009 : Castle : Valerie Thompson (Sonya Leslie) (saison 2, épisode 8)
- 2009-2010 : Mercy Hospital : Sonia Jimenez (Jaime Lee Kirchner) (23 épisodes)
- 2010 : The Whole Truth : Claudia (Selenis Leyva) (épisode 6)
- 2011 : Covert Affairs : Franka (Rebecca Mader) (saison 2, épisode 7)
- 2011 : Bones : Ike Latulippe (Saffron Burrows) (saison 6, épisode 19)
- 2011 : Southland : l'inspectrice Josie Ochoa (Jenny Gago (en)) (9 épisodes)
- 2011-2013 : Body of Proof : Nancy Follett (Meta Golding) (saison 1, épisode 5), Marissa Stackhouse (Mckeel Robins) (saison 2, épisode 10), Eve Johnson (Ciera Payton) (saison 2, épisode 19) et l’analyste du FBI (Brooklyn Sudano) (saison 3, épisode 9)
- 2011-2013 : True Blood : Luna Garza (Janina Gavankar) (25 épisodes)
- 2012-2013 : The New Normal : Rocky Rhoades (NeNe Leakes) (22 épisodes)
- 2013 : American Wives : Latasha Montclair (Ashanti S. Douglas) (saison 7)
- 2013 : The Client List : Karina Lake (Tammy Townsend (en)) (saison 2)
- 2013-2014 : Rookie Blue : Dr Heinzfeld (Severn Thompson) (saison 4, épisode 13 et saison 5, épisode 1)
- 2013-2016 : Vikings : Aslaug (Alyssa Sutherland) (35 épisodes)
- 2014 : Taxi Brooklyn : Monica Pena (Jennifer Esposito)
- 2014 : Devious Maids : Natasha Jones (Demetria McKinney (en)) (saison 2, épisode 6)
- 2014-2015 : Extant : Molly Woods (Halle Berry) (26 épisodes)
- 2014-2019 : Jane the Virgin : Xiomara « Xo » Villanueva (Andrea Navedo) (100 épisodes)
- 2015 : Battle Creek : Olivia (Shalita Grant) (épisode 3)
- 2016 : Ash vs. Evil Dead : Linda B. Emery (Michelle Hurd) (saison 2)
- 2017 : Major Crimes : Sara Garza (Lourdes Benedicto) (saison 6)
- 2018-2021 : Dr Harrow : Cassandra Dalton (Simone Annan) (saison 1, épisode 4) et la superintendante Bec Crowley (Virginie Laverdure) (3 épisodes)
- 2019 : Proven Innocent (en) : Irene Boudreau (Shanésia Davis-Williams) (4 épisodes)
- 2019 : Hudson et Rex : Chloe Shipman (Zarrin Darnell-Martin) (saison 1, épisodes 9 et 10)
- 2019 : David Makes Man : Angie (Joselin Reyes) (saison 1)
- 2019-2021 : Good Trouble : Mme Williams (Karole Foreman) (5 épisodes)
- 2019-2022 : Dynastie : Dominique Deveraux (Michael Michele) (67 épisodes)
- 2019-2023 : DC Titans : Mercy Graves (Natalie Gumede) (8 épisodes)
- 2020 : Allô la Terre, ici Ned (en) : Sherri Shepherd (Sherri Shepherd) (épisode 15)
- 2020 : We Are Who We Are : Jenny (Faith Alabi) (mini-série)
- 2020 : Défendre Jacob : Pam Duffy (Betty Gabriel) (mini-série)
- 2020-2022 : Stargirl : Dr Bridget Chapel (Kron Moore (en)) (18 épisodes)
- 2021 : Calls : Dr Katherine Beckett (Rosario Dawson) (voix - saison 1, épisode 4)
- 2021 : MacGyver : Priya Chanani (Deepti Gupta) (saison 5, épisode 11)
- 2021 : Genius. : Erma Franklin (Patrice Covington) (saison 3)
- 2021 : The Underground Railroad : Mme Reva (LaChanze) (épisode 8)
- 2021 : Walker : Hannah Kirk (Giovannie Cruz) (saison 1, épisode 14)
- 2021 : The Rookie : Le Flic de Los Angeles : Sandra de la Cruz (Camille Guaty) (5 épisodes)
- 2021 : Magnum : Imelda Marcos (Christine Jugueta) (saison 3, épisode 14)
- 2021 : Wu-Tang: An American Saga : Tracey Waples (La La Anthony) (saison 2)
- 2021 : Intergalactic (en) : Rebecca Harper (Parminder Nagra) (8 épisodes)
- 2021 : Swagger (en) : Cynthia (Gwen L. Johnson) (saison 1, épisode 3)
- 2021-2022 : Young Royals : Linda (Carmen Gloria Pérez) (9 épisodes)
- 2021-2022 : Blood and Water : Lisbeth Molapo (Sonia Mbele (en)) (7 épisodes)
- 2021-2023 : Sex/Life : Sasha Snow (Margaret Odette) (14 épisodes)
- 2021-2023 : Schmigadoon! : Helen (Sarah Hayward) (4 épisodes)
- 2021-2023 : Les Secrets de Sulphur Springs : Jess Dunn (Diandra Lyle) (26 épisodes)
- depuis 2021 : New York, crime organisé : le sergent Ayanna Bell (Danielle Moné Truitt (en))
- depuis 2021 : Harlem : Camille Parks (Meagan Good)
- 2022 : First Kill : Talia Burns (Aubin Wise) (8 épisodes)
- 2022 : Les Années coup de cœur : Janice (Jazmyn Simon) (saison 1, épisode 20)
- 2022 : Devil in Ohio : Adele (Marci T. House) (mini-série)
- 2022 : Wedding Season (en) : Metts (Jade Harrison)
- 2022 : Les Enquêtes de Vera : Lucia Kehoe (Krissi Bohn) (saison 11, épisode 3)
- 2023 : Extrapolations : Mariama Cruz (Mía Maestro) (saison 1, épisode 4)
- 2023 : La Chute de la maison Usher : ? (?) (mini-série)
- 2023 : Monarch: Legacy of Monsters : Brenda Holland (Dominique Tipper)
- 2023 : Based on a True Story : l'inspecteur Jessie Peterson (Yvonne Senat Jones)
- 2023 : So Help Me Todd (en) : Beverly Crest (Leslie Silva (en))
- 2023 : Found : Joy-Ann Reid (Joy-Ann Reid (en)) (saison 1, épisode 2)
- depuis 2023 : NCIS: Sydney : l'agent Michelle Mackey (Olivia Swann)
- 2024 : Dead Boy Detectives : Maddy Surname (Sherri Saum)
- depuis 2024 : Elsbeth : Claudia Payne (Gloria Reuben)
- 2025 : Washington Black : Theodora (Sundra Oakley) (mini-série)

#### Séries d'animation
- 2003-2005 : Star Wars: Clone Wars : Shaak Ti
- 2008-2011 : Les Pingouins de Madagascar : Alice
- 2009-2011 : Super Hero Squad : Tornade et Mystique
- 2017-2020 : Raiponce, la série : Adira
- 2020 : Scooby-Doo et Compagnie : Laila Ali (saison 2, épisode 10)
- 2021 : Invincible : Green Ghost[n 2]
- 2021 : What If...? : Okoye[n 3] (saison 1)
- 2021 : Saturday Morning All Star Hits! (en) : Ruth et Colleen Collins
- 2021-2024 : Arcane : Mel Medarda
- 2022 : Tales of the Jedi : Gantika
- 2022 : StoryBots : L'Heure des réponses (en) : Firefighter[n 4]
- 2023 : Onmyōji : Celui qui parle aux démons : Doman
- 2024 : Le Deuxième Meilleur Hôpital de la Galaxie : voix additionnelles
- 2024 : Batman, le justicier masqué : Renee Montoya
- depuis 2024 : Dandadan : Seiko Ayase (version Netflix)

### Jeux vidéo
- 2005 : Madagascar : Gloria
- 2007 : Mass Effect : Ashley Williams
- 2009 : La Princesse et la Grenouille : voix additionnelles
- 2010 : Mass Effect 2 : Ashley Williams
- 2010 : Aliens vs. Predator : Teresa « Tequila » Aquila
- 2010 : Halo: Reach : voix additionnelles
- 2012 : Mass Effect 3 : Ashley Williams
- 2012 : Tom Clancy's Ghost Recon: Future Soldier : la capitaine Lauren Jones et voix additionnelles
- 2012 : Far Cry 3 : Tisha[n 5](multijoueur)
- 2013 : BioShock Infinite : Daisy Fitzroy
- 2014 : Watch Dogs : voix additionnelles[n 5]
- 2015 : Mortal Kombat X : Cassie Cage[n 5]
- 2015 : Assassin's Creed Syndicate : voix additionnelles[n 5]
- 2015 : Rainbow Six : Siege : Frost
- 2015 : Star Wars Battlefront : voix additionnelles[n 5]
- 2017 : Star Wars Battlefront II : voix additionnelles[n 5]
- 2018 : Far Cry 5 : voix additionnelles[n 5]
- 2019 : Mortal Kombat 11 : Cassie Cage[n 5]
- 2019 : The Dark Pictures Anthology: Man of Medan : Fliss
- 2019 : Star Wars Jedi: Fallen Order : Cere Junda[n 5]
- 2019 : Rage 2 : voix additionnelles[n 5]
- 2020 : Assassin's Creed Valhalla : Nessa[n 5]
- 2021 : It Takes Two : Miss Q
- 2021 : Far Cry 6 : voix additionnelles[n 5]
- 2022 : Cookie Run: Kingdom : Cookie Raisin Sec
- 2022 : Need for Speed Unbound : Harlow[n 5]
- 2023 : Star Wars Jedi: Survivor : Cere Junda[n 5]
- 2023 : Redfall : ?
- 2023 : Starfield : ?
- 2023 : Call of Duty: Modern Warfare III : ?
- 2023 : Avatar: Frontiers of Pandora : ?
- 2024 : Skull and Bones : ?
- 2024 : Life Is Strange: Double Exposure : ?
- 2024 : Star Wars Outlaws : ?
- 2025 : L'Amerzone : Le Testament de l'explorateur : la prêtresse, la répartitrice d'urgence, la naufragée et la garde côtière
- 2025 : Rebel Moon : Blood Line : ?

### Voix off

#### Documentaire
- 2022 : Harry & Meghan : elle-même (Afua Hirsch)

### Direction artistique

#### Films
- 2021 : Just Say Yes (nl)
- 2021 : Forever Rich (nl)
- 2022 : That's Amor
- 2023 : Unseen (en)
- 2024 : À trop jouer (de)

#### Films d'animation
- 2019 : Arctic Justice: Thunder Squad

#### Téléfilms
- 2019 : Une animatrice en danger[5]
- 2019 : Un Noël plein d'étincelles[5]
- 2019 : Qui est vraiment mon mari ?
- 2019 : La Mariée a disparu[5]
- 2020 : Captive et soumise[5]
- 2020 : Mr. Merveilleux[5]
- 2020 : Un Noël pour se retrouver encore[5]
- 2020 : Un Noël couronné d'amour
- 2020 : Étudiantes victimes de leur beauté
- 2021 : Séduite par l'homme de ma fille[5]
- 2021 : Une nuit glaçante pour ma fille[5]
- 2021 : Une invitation inattendue pour Noël
- 2021 : Trouble in Suburbia
- 2021 : Triangle amoureux mortel
- 2021 : Meilleurs vœux de Lagos
- 2021 : Le Mari de ma boss
- 2021 : La Famille du secret
- 2021 : Nos vies volées[5]
- 2021 : Un océan de suspicion
- 2021 : Entretien avec un manipulateur narcissique[5]
- 2021 : Le Cauchemar d'Arianna[5]
- 2021 : Meurtre en talons aiguilles
- 2021 : Noël entre sœurs
- 2021 : Ma sulfureuse meilleure amie[5]
- 2021 : Les Fabuleux Miracles de Noël
- 2022 : Il faut sauver la boutique de Noël
- 2022 : Ados sans limites
- 2022 : Le Noël de Cupidon
- 2023 : Un souhait magique pour Noël
- 2023 : Un Noël magique à New York
- 2024 : De la rumeur au scandale

#### Séries télévisées
- 2019 : I Am the Night (avec Bruno Buidin)
- 2020 : Les Wedding Planners (en)
- 2020-2021 : Feel Good
- 2022 : Les Monstres de Cracovie
- 2022 : First Love (en)
- 2022 : Ritmo salvaje (es)
- 2022 : Crossfire (en) (mini-série)
- 2022-2023 : Rap Sh!t (en)
- 2023 : The Idol
- 2024 : Merci et au suivant !
- 2025 : Pour toujours

#### Séries d'animation
- 2020 : Les Mômes de l'apocalypse (en) (saison 3)
- 2020-2021 : Transformers : La Trilogie de la guerre pour Cybertron

#### Documentaires
- 2023 : Wild Isles (en)